# Csontvelő

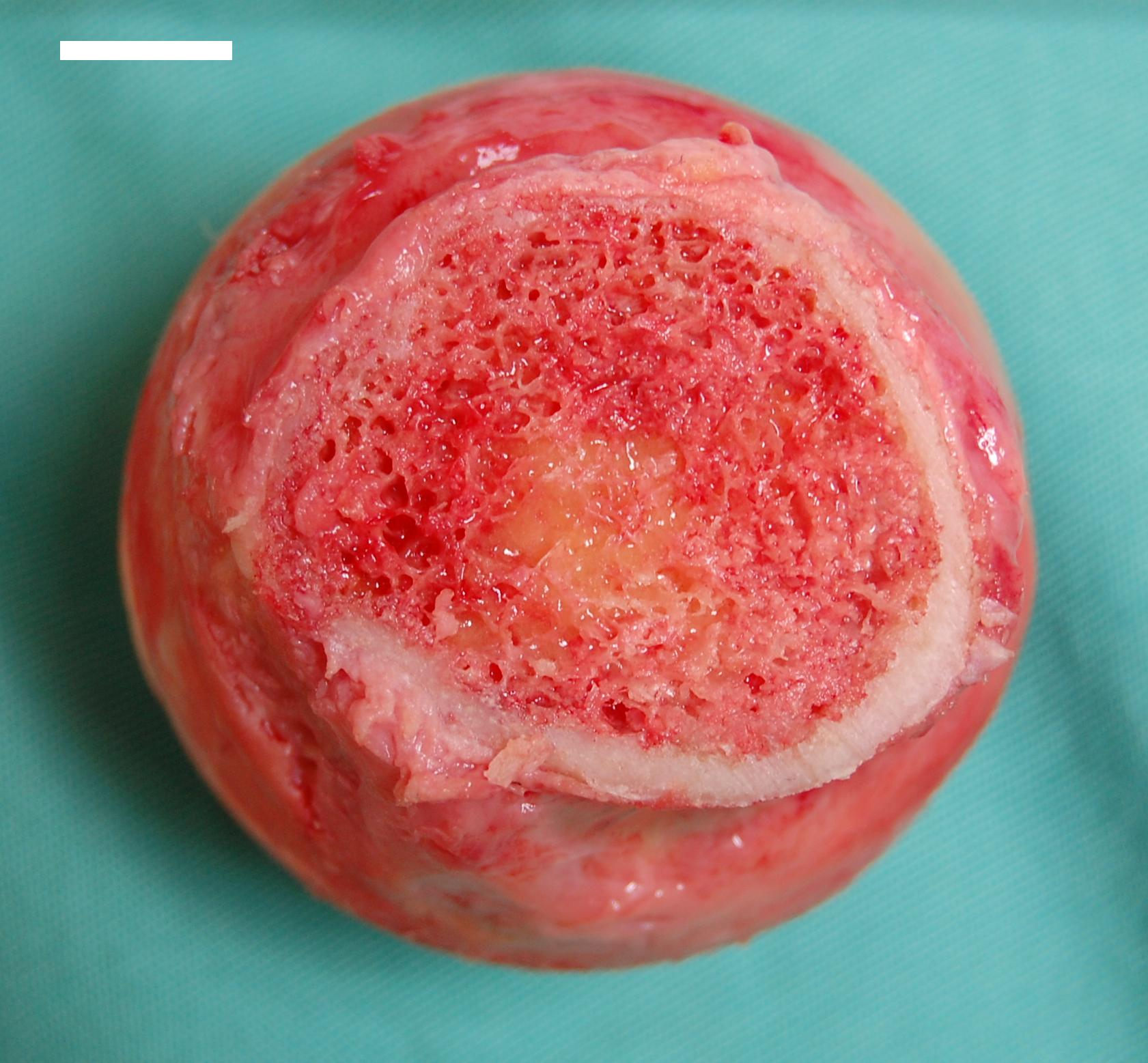
Emberi combcsont feje, a csontgerendák között zömében vörös csontvelővel

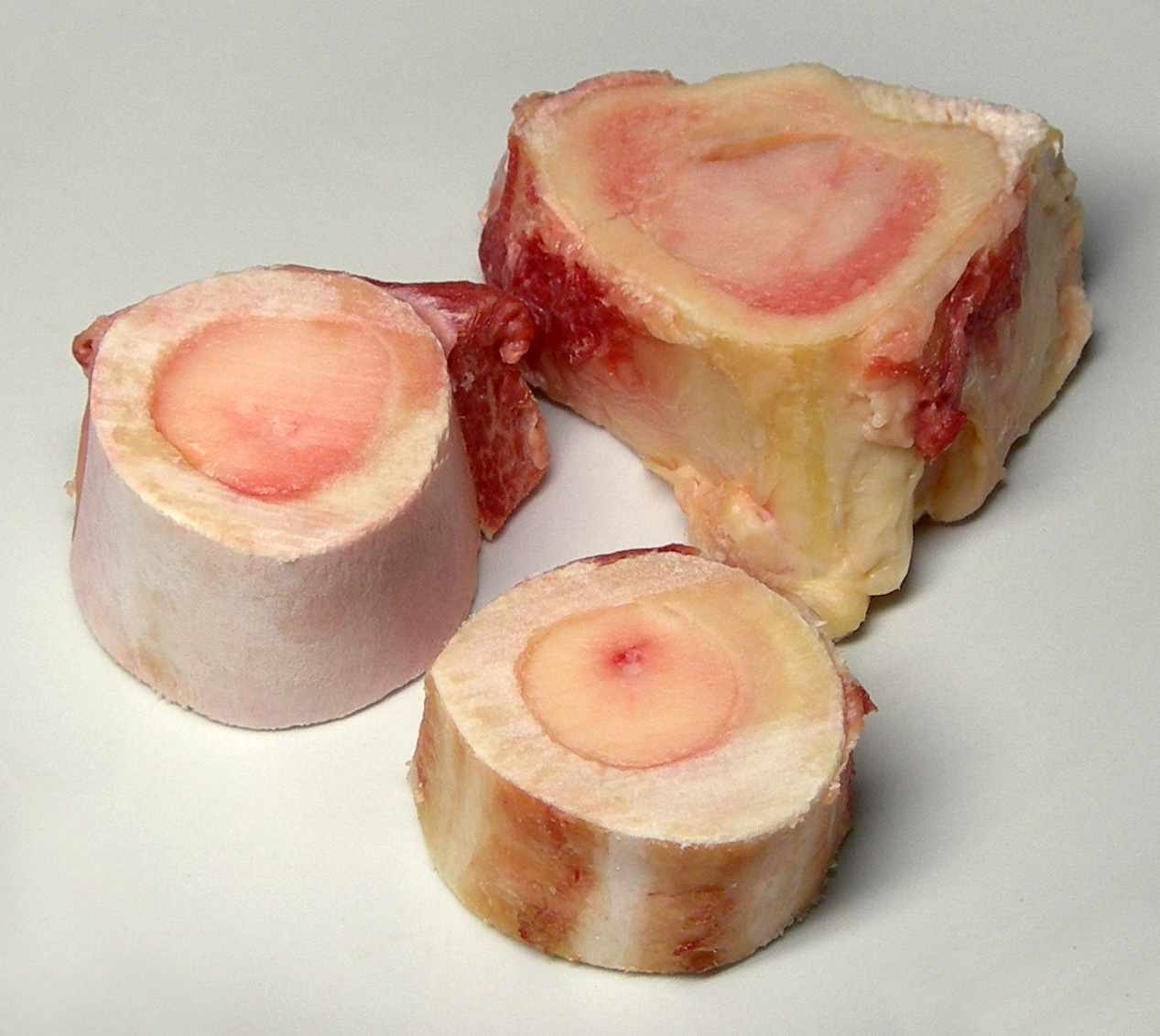
Szarvasmarha zömében sárga csontvelője egy hosszú csöves csont velőűrjében

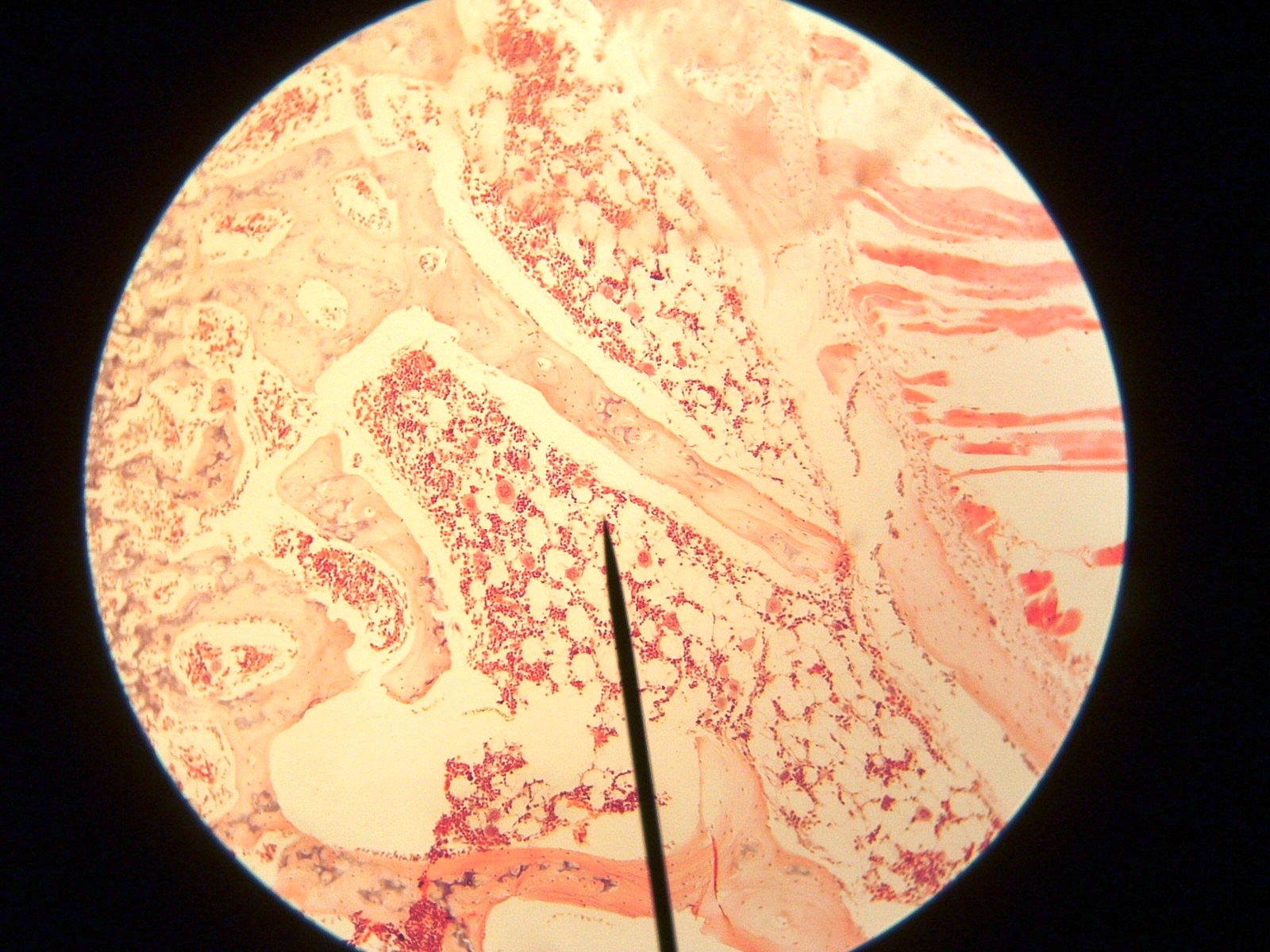
Csontvelő átnézeti mikroszkópos képe (metszet)

A csontvelő (medulla ossium) a gerincesek csontjaiban elhelyezkedő szövet, melynek fő feladata a vérsejtek (vörösvérsejtek, fehérvérsejtek és vérlemezkék) termelése. Emellett a csont ezen része tartalmazza azokat a fehérjéket (bone morphogenetic protein, BMP), melyek a csonttörések gyógyulásáért felelősek.
Fiatal humán embrióban a vérképzés a szikhólyag falában, majd a májban és a lépben történik. A magzati élet vége felé a vörös csontvelő válik az egyetlen vérképző szervvé. A méhen kívüli élet során a vörös csontvelő nagy része fokozatosan sárga csontvelővé alakul át, mely főként zsírszövetből áll, s melyben már nem történik vérképződés.
Kóros hatásra újra megindulhat a vérképződés a sárga csontvelő helyén, valamint a májban és a lépben is.

## Az emberi csontvelő fejlődéstana

A vérképződés helye a különböző életkorokban (angol)

Az embrionális élet 3. hetében először a szikhólyag falában indul meg a vérképződés: a mezenchimális eredetű ún. vérszigetek sejtjeiből alakulnak ki a vérsejtek és a vérerek egyaránt. A 2. méhen belüli hónapban a vérképzés szerepét a máj veszi át, majd a terhesség közepén a lépben is megindul a vérsejtek termelése. Végül a 7. magzati hónapban a csontosodással egy időben létrejövő vörös csontvelő válik az egyedüli vérképző szervvé. Az emberi élet során a vérsejtek termelése folyamatosan zajlik, naponta átlagosan mintegy százmilliárd új vérsejt jön létre.

## Az emberi csontvelő anatómiája
A csontvelő a csontok velőüregében és szivacsos állományában helyezkedik el. A vérképzés az erekben gazdag, lágy állományú vörös csontvelő (medulla ossium rubra) feladata, mely az életkor előhaladtával folyamatosan sárga csontvelővé (medulla ossium flava) más néven zsírvelővé alakul át. Így a vérképző szövet összmennyisége közel ugyanannyi egy gyermekben, mint egy felnőtt emberben: egy 15 kg tömegű gyermek csontjaiban 1-1,4 kg vörös csontvelő található, egy 70 kg tömegű felnőtt csontjaiban pedig 1,2-1,6 kg. ==
Egészen a kisgyermekkor végéig csak vörös csontvelő van jelen a csontokban. 4-5 éves életkorban jelenik meg a sárga csontvelő, először a hosszú csöves csontok velőüregében. Felnőttkorban már csak a koponyatetőben, a csigolyák testében, a bordákban, a szegycsontban, a lapockában, a medencecsontokban, valamint fiatalabb korban a karcsontok és a combcsontok fejében található vörös csontvelő.

### Vérellátás
A csontokba az oxigén- és tápanyagdús vért szállító artéria a táplálónyíláson (foramen nutricium) keresztül lép be. A velőüregben a verőerek a hossztengellyel párhuzamosan futnak, majd tág csontvelői szinuszokká oszlanak. Ezekbe a szinuszokba lépnek be az újonnan képződött vérsejtek. A szinuszok vére a centrális vénában halad tovább, mely a velőűr közepén halad, s a táplálónyíláson kilépve hagyja el a csontot.

## Az emberi csontvelő szövet- és sejttana

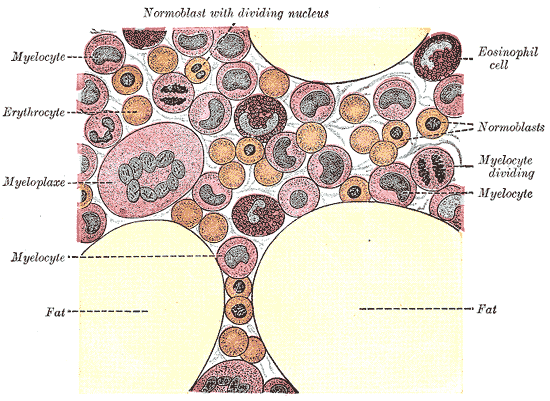
Emberi vörös csontvelő mikroszkópos képének rajza (Gray's Anatomy)

A csontvelői sejtek fejlődése (angol)

A sárga csontvelő zsírszövetből épül fel.
A vörös csontvelő alapszövetét retikuláris kötőszövet alkotja, s e hálózat fele-fele arányban tartalmaz zsírsejteket illetve fejlődő vérsejteket. A retikuláris kötőszövet rácsrostjait retikulumsejtek termelik. A szövetben jelentős mennyiségű makrofág is előfordul. A vörös csontvelőt tág szinuszok szövik át, melyek endotéliuma igen vékony, és alatta alaphártya csak nyomokban található.
Csontvelői sejteknek csak az érésben lévő vagy érett vérsejteket nevezzük.
A továbbiakban ezeket tekintjük át:

### A csontvelői sejtek korai érése
Minden vérsejt a multipotens limfohemopoetikus őssejtekből (röviden hemopoetikus őssejtekből vagy más néven hemocitoblasztokból) alakul ki, noha ezek csupán kevesebb mint 0,05%-át teszik ki a csontvelői sejteknek. Morfológiájuk a kis limfocitákéhoz hasonló. Az őssejt kettéosztódása után az egyik leánysejt megmarad őssejtnek, míg a másik fejlődésnek indul.
Az LT-őssejt (az angol long-term = „hosszú távú” rövidítéséből) az egyed egész életén át megőrzi osztódóképességét, míg az ebből létrejövő ST-őssejt (short-term = „rövid távú”) kb. nyolc hétig képes reprodukálni önmagát. Az ST-őssejtből fejlődnek ki a különböző vérsejtvonalak előalakjai:
- Közös limfoid progenitorsejt, majd tovább differenciálódva:
  - T-limfocita progenitorsejt: ez a csecsemőmirigybe vándorol, ahol T-limfocitákká fejlődik
  - B-limfocita progenitorsejt: ebből B-limfociták majd plazmasejtek képződnek
  - NK-sejt progenitorsejt: ebből származnak az NK-sejtek
- Közös mieloeritroid progenitorsejt, CFU-GEMM (az angol colony forming unit – granulocyte, erythrocyte, monocyte, megakaryocyte rövidítése): olyan sejt, melyből a mieloeritroid sejtvonalak, tehát granulociták, vörösvérsejtek, monociták/makrofágok és megakariociták/vérlemezkék jönnek létre. A CFU-GEMM utódsejtjei továbbfejlődésük során egyre kevesebb sejttípust képesek létrehozni:
  - Granulocita/monocita progenitorsejt, CFU-GM: granulocitákat és monocitákat
    - CFU-G: csak neutrofil granulocitákat
    - CFU-M: csak monocitákat

  - Megakariocita/eritroid progenitorsejt: megakariocitákat és vörösvérsejteket
    - CFU-Meg: csak megakariocitákat
    - BFU-E (burst forming unit = „fellángolásképző egység”) majd CFU-E: csak vörösvérsejteket

A nevezéktanban szereplő CFU (és BFU) rövidítések megértéséhez fontos annak ismerete, hogy 1961-ben, a vérsejtkutatás kezdetén James Till és Ernest McCulloch ionizáló sugárzással leállították kísérleti egereik vérképzését, majd csontvelői sejteket transzplantáltak beléjük, intravénásan. Ezt követően az állatok lépében szabad szemmel is látható telepek (kolóniák) jöttek létre, melyek a fent részletezett vérsejtvonalak fejlődési alakjait tartalmazták. A vérsejt-progenitorokat a későbbiekben in vitro tenyészetekben is vizsgálták. Ekkor figyeltek fel többek között az eritroid érési sor kezdetén létre jövő „fellángolásra”: a BFU-E rövid idő alatt nagy méretű telepet hozott létre.

### A vörösvértest-képződés fejlődési alakjai

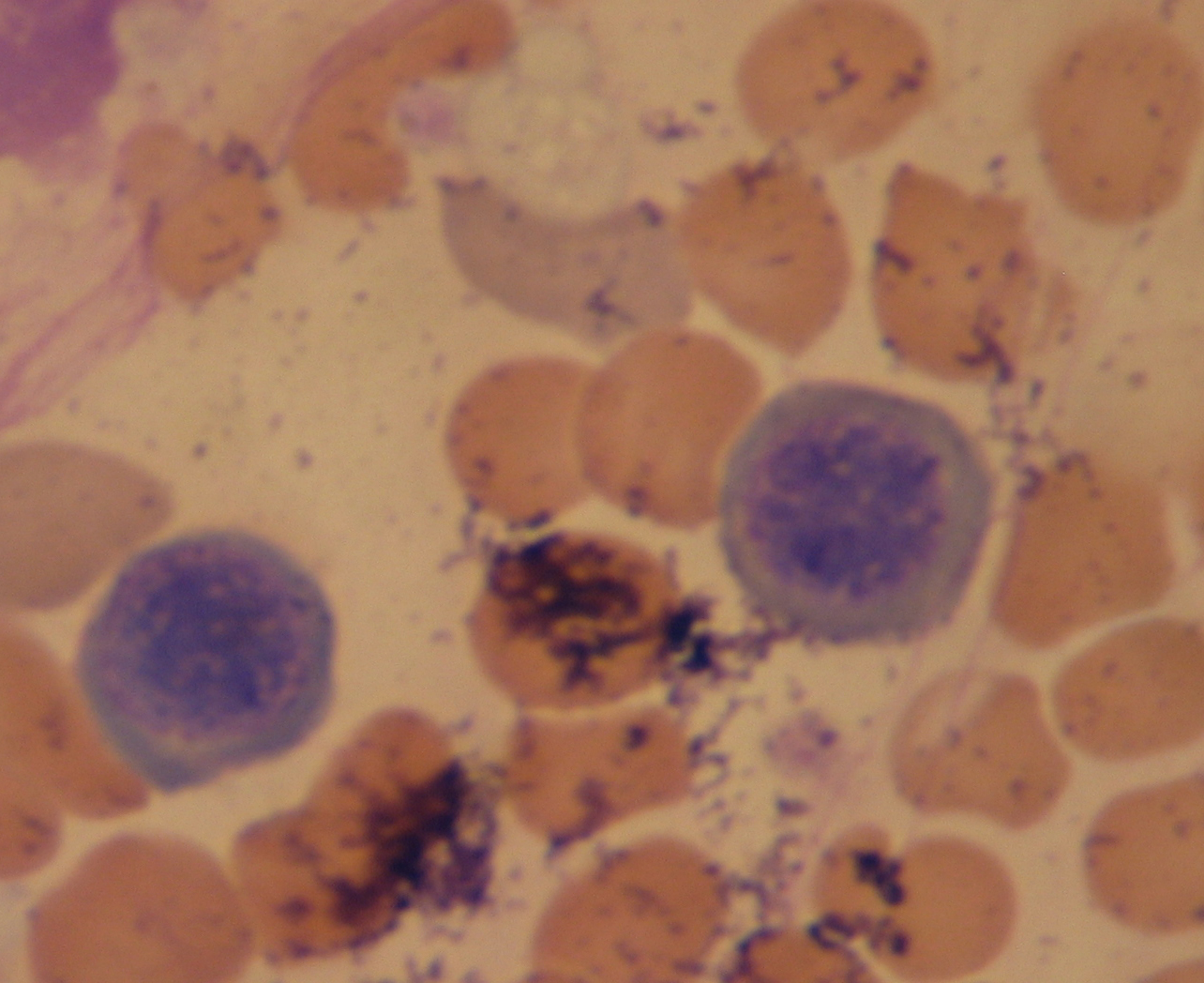
Két bazofil normoblaszt vörösvértestek társaságában

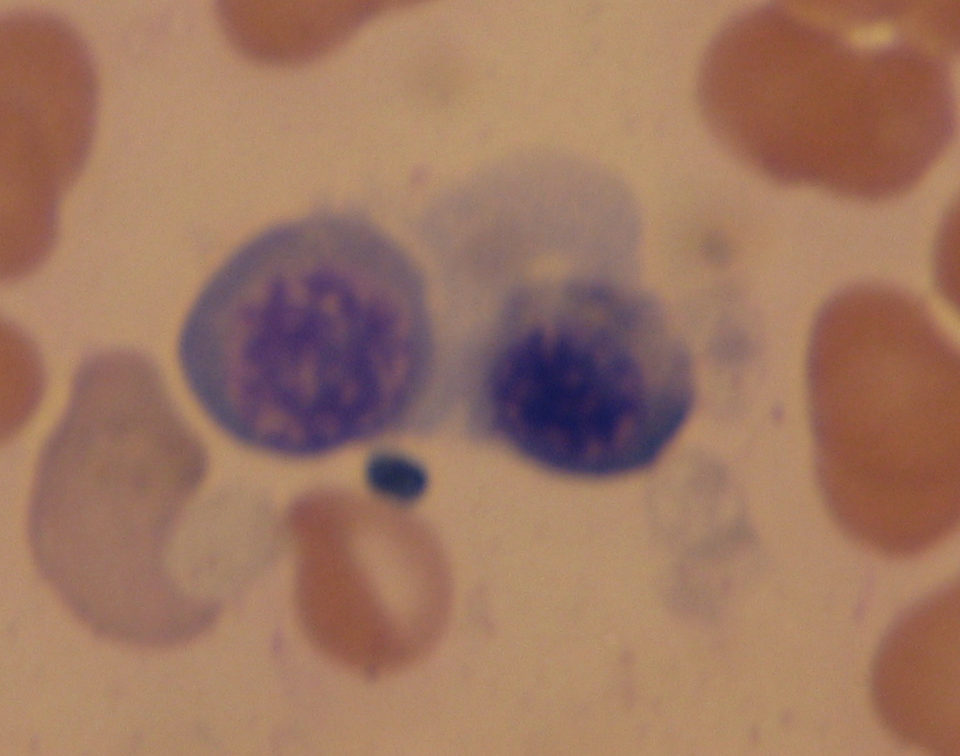
Polikromáziás normoblaszt (jobbra)

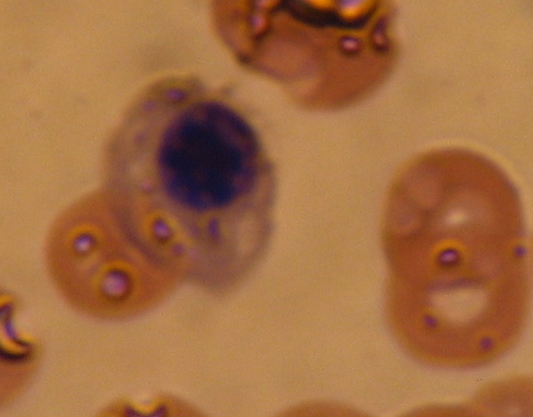
Eozinofil normoblaszt (középen)

A vörösvértestek előalakjainak (az ún. eritroid fejlődési sornak) csontvelői aránya 26% körüli. A sejtek a csontgerendák között (intertrabekulárisan) szigeteket képezve találhatók meg, közülük az érettebb alakok a szinuszokhoz közelebb helyezkednek el.
A legéretlenebb felismerhető sejtforma a proeritroblaszt (pronormoblaszt), mely a csontvelői sejtek kb. 0,6%-át képezi. Átmérője 15-20 µm, s citológiai keneteken sérülékenységükből kifolyólag gyakran állábszerű nyúlványok türemkednek ki belőlük. A sejtplazma erősen bazofil (sötétkék) festődésű, de a sejtmaghoz közeli (perinukreáris) terület valamivel halványabb - itt találhatók ugyanis a Golgi-készülékek és a mitokondriumok. A sejtplazma granulációmentes. A centrális helyzetű sejtmag a plazmának mintegy 80%-át kitölti. Festődése sötétlila, s a kromatinállomány finoman szemcsézett. Benne olykor sötétkék festődésű magvacskák láthatók.
A következő fejlődési forma a bazofil normoblaszt, melynek számaránya a csontvelőben 1-2%. Kerek, 12-17 µm átmérőjű (tehát az előzőnél kisebb) sejt. A sejtplazma a proeritroblaszténál valamivel világosabb festődésű, de összességében még mindig erősen bazofil. A sejtmag körül a festődés halványabb (perinukleáris udvar). A mag centrális helyzetű, kerek alakú. Benne a kromatinállomány durván szemcsézett, s olykor kerékküllőszerű rajzolatot mutat. Magvacska nem látható.
A csontvelőben nagy arányban (> 20%) van jelen a következő érési alak, a polikromáziás (intermedier) normoblaszt. Mérete tovább csökkent, 10-15 µm az átmérője. A sejtplazmában már megjelenik a hemoglobin, mely miatt eozinofil (rózsaszín) festődésű foltok váltakoznak a riboszómák okozta bazofil (szürkéskék) területekkel. (Ezt a jelenséget nevezik polikromáziának.) A széli (excentrikus) helyzetű sejtmag a plazma felét tölti ki. A kromatin rögös, kerékküllőszerű képet mutat, sötéten festődik.
Az eozinofil (acidofil, ortokromáziás) normoblasztok aránya a csontvelőben 2%. Átmérőjük már csak 8-10 µm, alakjuk kerek, de szabálytalan szélű. A sejtplazma eozinofil (rózsaszín) festődésű, lilás árnyalattal. A sejtmag excentrikus helyzetű; a kromatinállomány igen sötét festődésű, egynemű.
Miután az eozinofil normoblaszt kilökte magából a sejtmagot, már retikulocitáról beszélünk. A retikulocita már kikerül a vérbe, így csontvelői aránya kicsi. 7-10 µm átmérőjű, kerek, eozinofil festődésű, mag nélküli sejt. Brillant krezilkék festékkel még kimutathatók benne a riboszómák.
Az érett vörösvértest (eritrocita) mérete valamivel kisebb (7-8 µm), s riboszómát már nem tartalmaz. Alakja kerek, keresztmetszete bikonkáv.

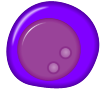
Proeritroblaszt
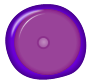
Bazofil normoblaszt
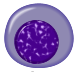
Polikromáziás normoblaszt
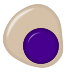
Eozinofil normoblaszt
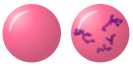
Retikulociták
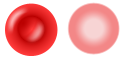
Vörösvértestek

### A vérlemezke-képződés fejlődési alakjai

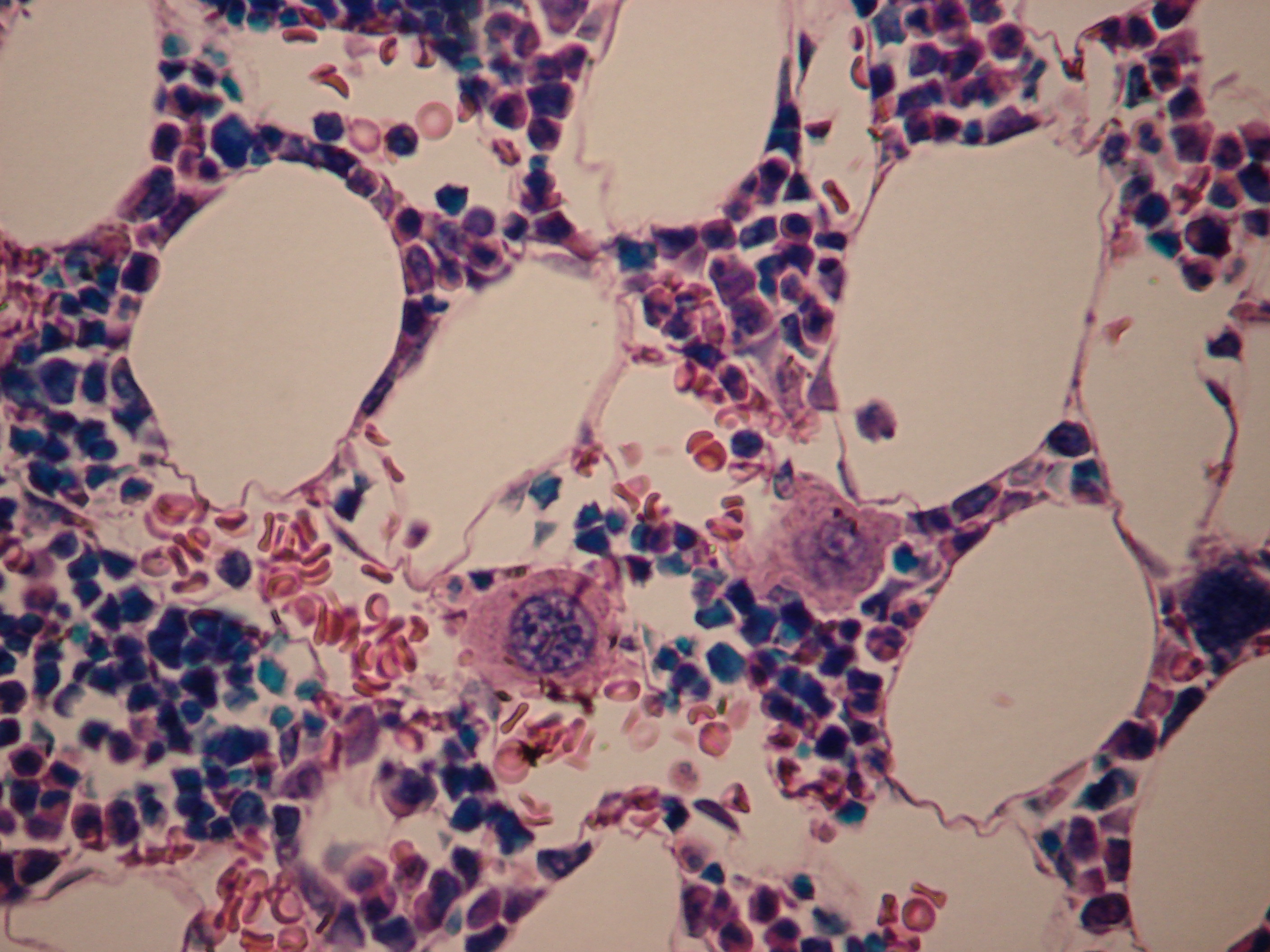
Csontvelő metszete, középen két megakariocitával (a legnagyobb méretű sejtek)

A vérlemezkeképzés legéretlenebb felismerhető sejtformája a megakarioblaszt. Nagy méretű, 25-40 µm átmérőjű sejt, melyhez már érett trombociták tapadhatnak. Közepesen bazofil festődésű, granulációmentes plazmával rendelkezik. Egy sejtben egy-, két- vagy négyszeres kromoszómakészeltű mag található, mely a sejtplazma háromnegyedét kitölti. A kromatinállomány világos festődésű; negatív magvacskákat tartalmazhat.
A következő érési forma a promegakariocita, mely az előzőnél is nagyobb méretű sejt. A sejtplazma bazofil festődésű, s azurofil granulumokat tartalmaz. A sejtmag folyamatosan egyre tömöttebbé és lebenyezettebbé válik.
Az érett megakariociták a csontvelői sejteknek kb. 0,1%-át alkotják. Elszórtan helyezkednek el intertrabekulárisan, a szinuszokhoz közel, azok lumenébe nyúlványokat bocsátva. A csontvelő legnagyobb sejtjei a maguk 30-160 µm-es átmérőjével. A sejtplazma világoskék festődésű; finom azurofil granulációt tartalmaz. A sejtmag kromoszómakészlete 2-, 4-, 8-, 16-, 32- vagy 64-szeres; a mag alakja szabálytalanul lebenyezett. Úgy tűnhet, mintha a megakariocita több sejtmagmaggal rendelkezne, de ezek a „magok” valójában összeköttetésben maradnak egymással.
A megakariociták érése során a sejtplazmában sűrű hálózatot alkotó ún. demarkációs membránok képződnek, melyek feldarabolják a plazmát, s a leváló darabok mint vérlemezkék (trombociták) kerülnek a vérkeringésbe. A vérlemezkék 2,5-6 µm átmérőjű, halvány bazofil festődésű, azurofil granulációval rendelkező, sejtmag nélküli képletek.

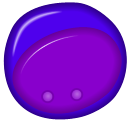
Megakarioblaszt
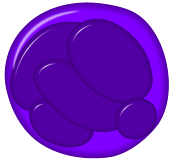
Promegakariocita
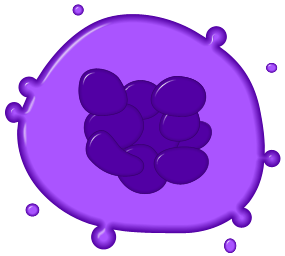
Megakariocita és belőle kiváló vérlemezkék

### A granulocita-képződés fejlődési alakjai
A legtöbb fejlődő vérsejt (kb. 57%) a mieloid sejtvonalat képviseli, ezekből alakulnak majd ki a (főként neutrofil) granulociták. A granulociták éretlenebb előalakjai a csontgerendák közelében (peritrabekulárisan), míg az érettebbek intertrabekulárisan gyakoribbak.

#### Neutrofil granulociták fejlődése

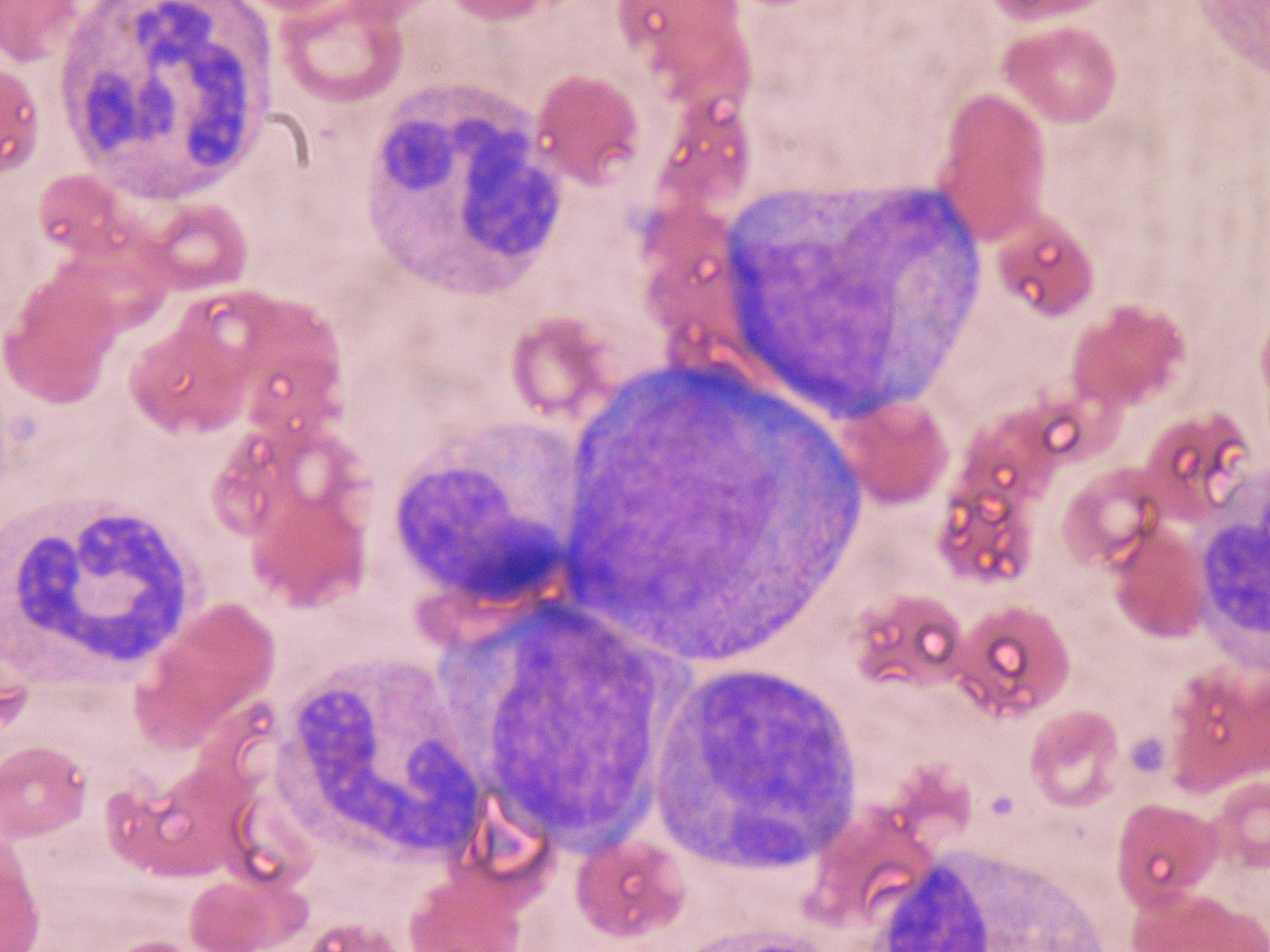
Különféle granulocita-fejlődési alakok (részletek a képre kattintva)

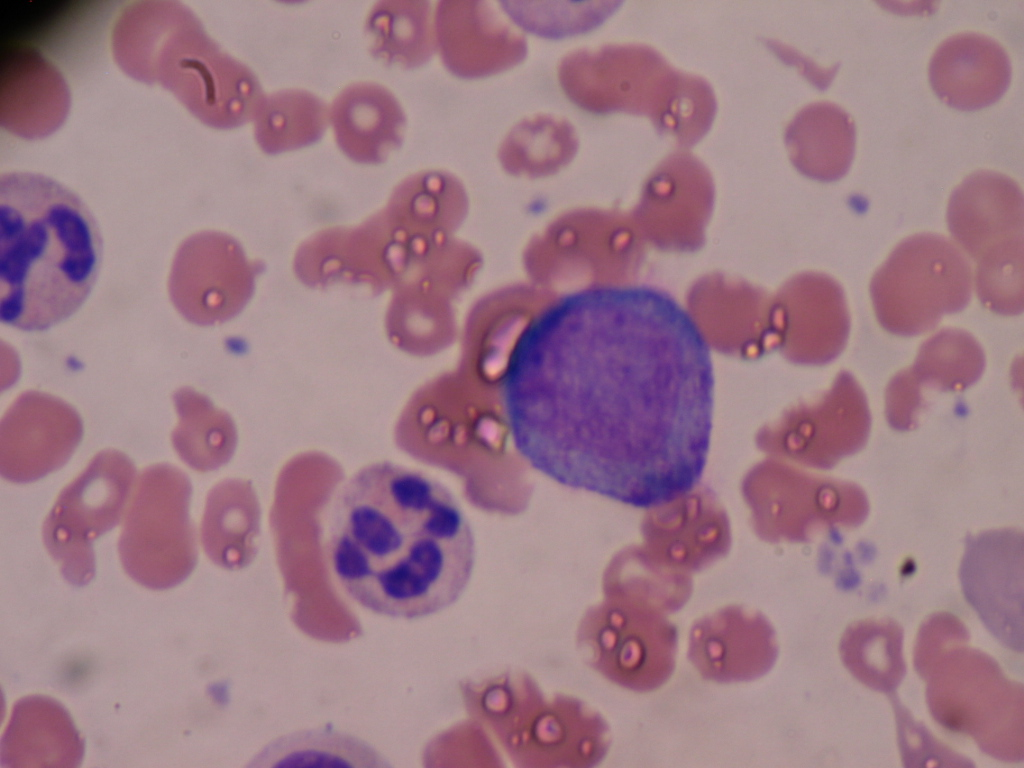
Promielocita és szegmentált magvú neutrofil granulocita vörösvértestek társaságában

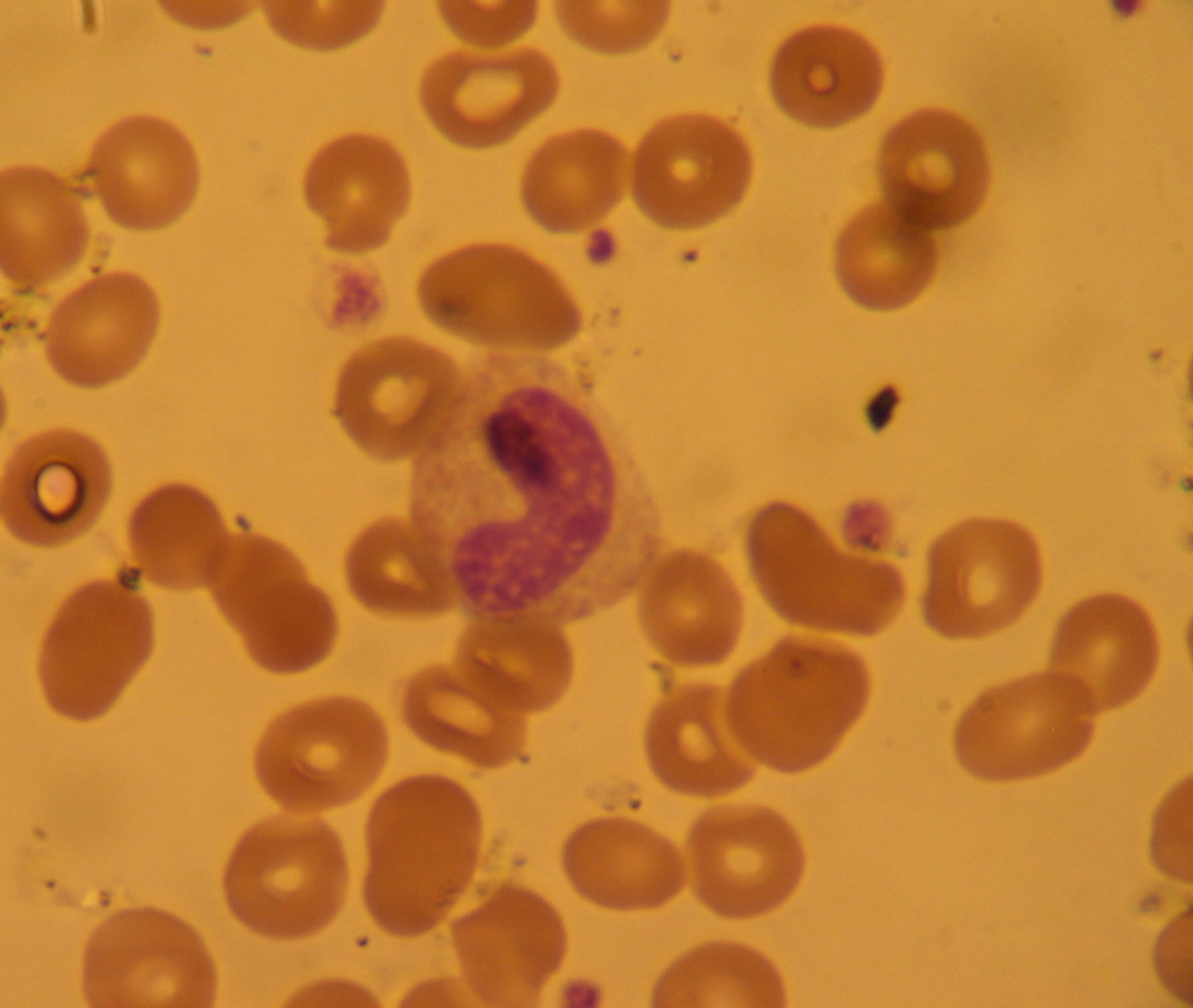
Pálcikamagvú granulocita vérkenetben

Az első szövettanilag jól felismerhető sejttípus a sejtek 1%-át képviselő ún. mieloblaszt: átmérője 14-18 µm, alakja kerek, kissé szabálytalan; a sejtplazma a nagyszámú riboszóma miatt halvány bazofil festődésű, granulumokat nem tartalmaz. A sejtmag kissé szabálytalan alakú, széli (excentrikus) elhelyezkedésű, a sejtplazma nagy részét (kb. 90%-át) kitölti. A mag kromatinállománya laza szerkezetű, benne 2-5, környezeténél világosabb festődésű (ún. negatív) magvacska látható.
A mieloblasztok néhány osztódás és a további érés során promielocitákká alakulnak - ezek a sejtek 3%-át képezik. Nagyobb, 16-25 µm átmérőjű, kerek vagy kissé ovális sejtek. A sejtplazma festődése világosabb, benne 0,2-1 µm hosszúságú, bordó festődésű ún. azurofil granulumok jönnek létre, melyek antimikrobális hatású fehérjéket tartalmaznak. A sejtmag a sejtplazmának kisebb részét tölti ki, mint a mieloblaszt esetében. A mag helyzete excentrikus, alakja kissé ovális, a kromatinállomány bár kevésbé, de még mindig laza szerkezetű, benne néhány negatív sejtmagvacska előfordulhat.
A fejlődési sor következő tagja a mielocita, mely a fejlődő vérsejtek 5%-át teszi ki. Mérete csökkent, a mieloblasztéhoz hasonló. A sejtplazma igen halvány, benne főként halványbarán festődő neutrofil granulumok találhatók. A sejtmag a sejtplazmának kb. a felét tölti ki, helyzete excentrikus, belső oldalán enyhe behúzódás látható. A kromatinállomány tömöttebb, sejtmagvacska általában nem látható.
A metamielociták vagy fiatal (németül Jugend) granulociták aránya nagy, 16% körüli. Ezek már nem képesek osztódásra, s már kikerülhetnek a vérkeringésbe. Átmérőjük 12-16 µm, alakjuk kerek. Plazmájuk világosszürkére vagy rózsaszínűre festődik, s neutrofil granulumokat tartalmaz. A sejtmag a plazma egyharmadát tölti ki, excentrikusan helyezkedik el, alakja vesére vagy babszemre emlékeztet. A kromatinállomány tömött, magvacska nem látható.
A pálcikamagvú (németül Stab, angolul band) granulociták aránya a csontvelőben kb. 12%. Méretük valamivel kisebb, mint a metamielocitáké. A plazma festődése és granulációja az előző sejtformáéhoz hasonló. A mag a plazma negyedét tölti ki, excentrikus helyzetű, alakja vékony, hosszúkás; kiflire, botra vagy S betűre emlékeztet. A kromatinállomány erősen tömött, magvacska nincs.
A karélyos magvú (szegmentált, németül Segment) vagy polimorfonukleáris granulociták a csontvelői sejtek 7%-át képezik. A pálcikamagvú formától az különbözteti meg őket, hogy a sejtmagjuk tovább szegmentálódott, így 3-5 lebenyből áll.

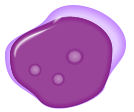
Mieloblaszt
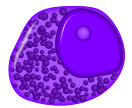
Promielocita
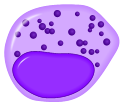
Mielocita
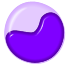
Metamielocita
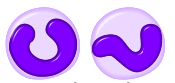
Pálcikamagvú granulociták
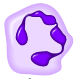
Karélyos magvú granulocita

#### Eozinofil granulociták fejlődése

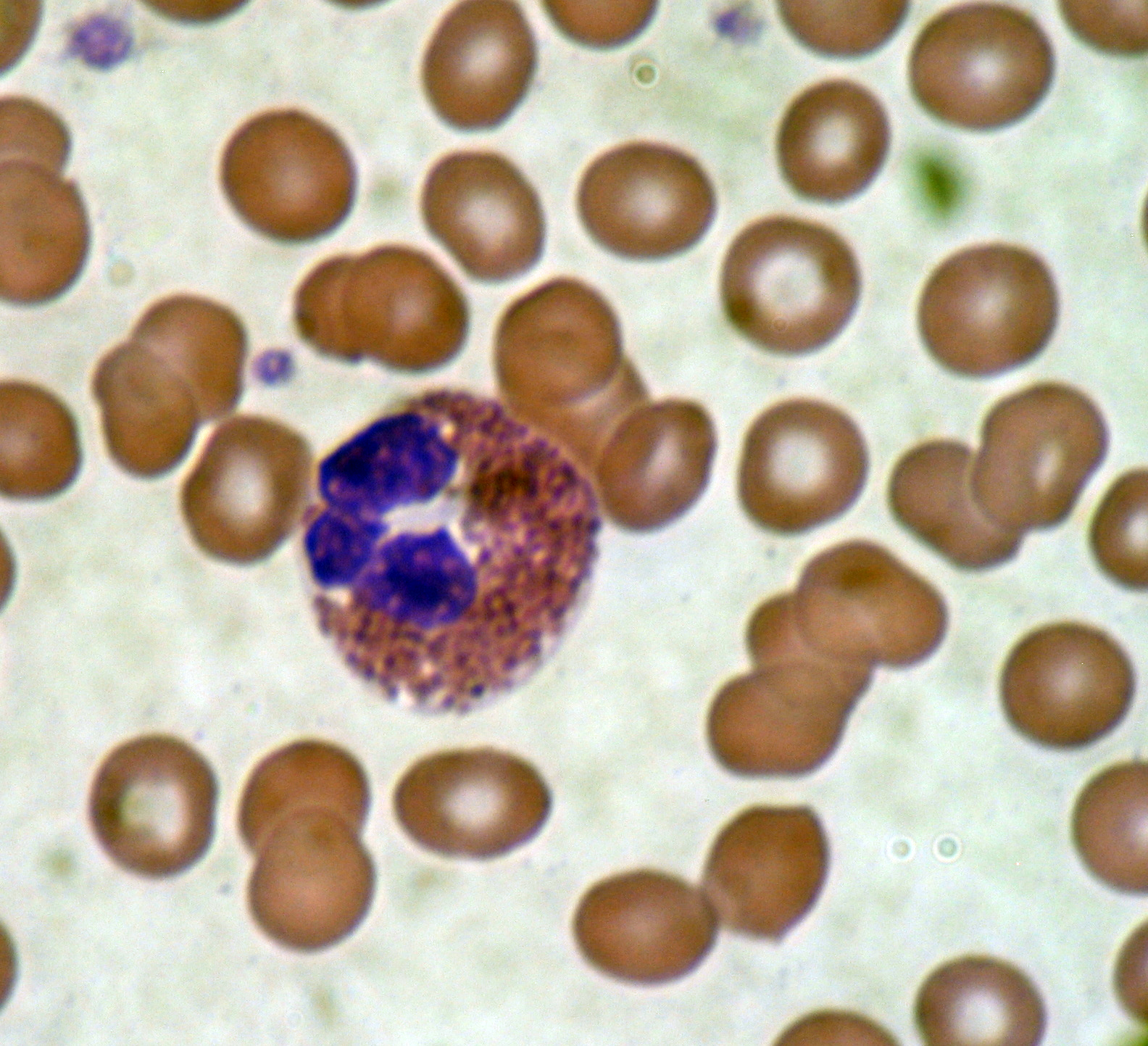
Eozinofil granulocita vérkenetben

Az eozinofil mieloblaszt fénymikroszkópos vizsgálattal nem különböztethető meg a (neutrofil) mieloblaszttól.
Az eozinofil promielocita azonban az azurofil granulumokon kívül téglavörös festődésű, kerek ún. eozinofil granulumokat is tartalmaz.
Az eozinofil granulumok a további fejlődési alakokat is jellemzik, s igen sűrűn helyezkednek el a sejtplamában. Az érett eozinofil granulocita sejtmagja kétlebenyű, szemüveg alakú.
Az eozinofil érési vonal sejtjeinek aránya a csontvelőben 3%.

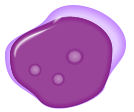
Eozinofil mieloblaszt
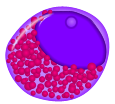
Eozinofil promielocita
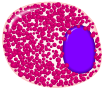
Eozinofil mielocita
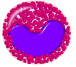
Eozinofil metamielocita
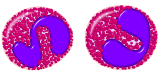
Pálcikamagvú eozinofil granulociták
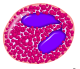
Érett eozinofil granulocita

#### Bazofil granulociták fejlődése

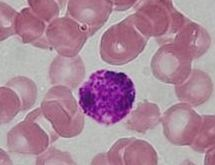
Bazofil granulocita vérkenetben

A bazofil granulociták érési vonalának első felismerhető tagja a bazofiloblaszt, mely hasonlít a mieloblaszthoz, azonban nagy méretű, feketésen festődő bazofil granulumokat tartalmaz.
Az érett bazofil granulocita is tartalmaz bazofil granulációt, mely gyakran felismerhetetlenné teszi a nem szegmentált, de behúzódásokkal tarkított, lóhere alakú sejtmagot.
A bazofil érési vonal sejtjeinek aránya a csontvelőben csupán 0,1% körüli.

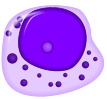
Bazofil promielocita
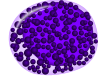
Bazofil mielocita
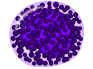
Bazofil metamielocita
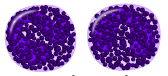
Pálcikamagvú bazofil granulociták
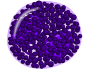
Érett bazofil granulocita

### A monocita-képződés fejlődési alakjai

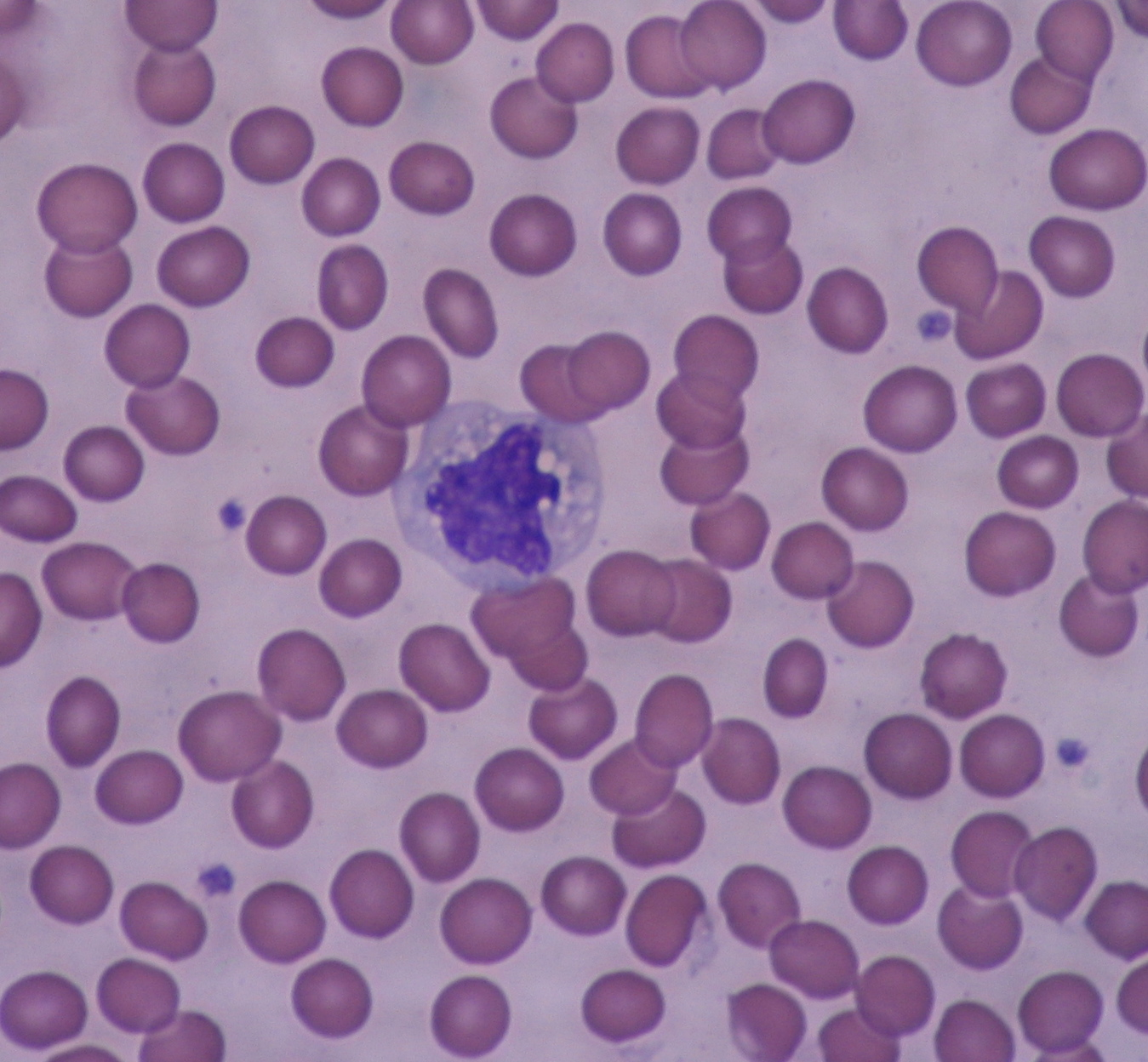
Monocita vérkenetben

A monocita-makrofág rendszer legéretlenebb sejtje, a monoblaszt igen kis számban fordul elő a csontvelőben. Morfológiailag nem különíthető el a mieloblaszttól: 16-20 µm átmérőjű, kerek sejt; világoskék festődésű plazmával és finom azurofil granulációval. Magja kerek; finom kromatinállománnyal és 1-2 magvacskával jellemezhető.
A valamivel érettebb, fagocitózisra már képes promonocita a promielocitához hasonló sejt, de plazmájában filamentumok találhatók, magja pedig szabálytalan alakú, gyakran behúzódott.
Az érett monociták 12-15 µm átmérőjű, szabálytalan alakú sejtek, melyek korán elhagyják a csontvelőt, így ott csak kis számban találhatók meg. A sejtplazma kékesszürke festődésű; azurofil granulumokat tartalmaz. A sejtmag vese alakú, magvacskát nem tartalmaz. A kromatinállomány szerkezete tömött, s a sejtmaghártyához rendeződve kromatin aggregátumok láthatók.
A vérkeringésbe került monociták néhány napon belül elhagyják az érpályát, s a különféle szövetekben –többek között a csontvelőbe visszatérve is– makrofágokká (nagy falósejtekké, hisztiocitákká) érnek. A makrofágok megőrzik osztódóképességüket. Átmérőjük 15-20 µm, alakjuk szabálytalan, nyúlványok találhatók rajta. A sejtplazmában granulumok láthatók, melyek fagocitált anyagoknak és lizoszómáknak felelnek meg. A sejtmag babszem alakú, a kromatinszerkezet laza.

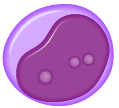
Monoblaszt
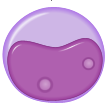
Promonocita
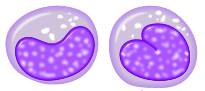
Monociták
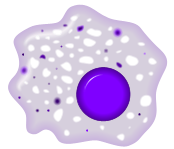
Makrofág

### A limfocita-képződés fejlődési alakjai

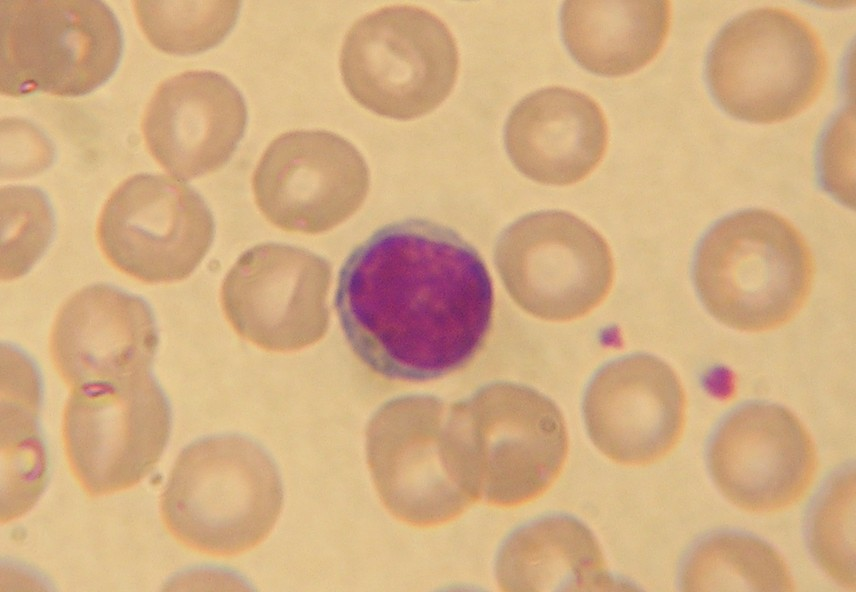
Kis limfocita (középen), vörösvértestek és pár vérlemezke társaságában. (Perifériás vérkenet.)

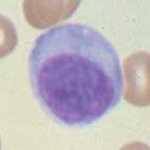
Plazmasejt vérkenetben

A limfociták aránya a csontvelőben 16% körüli. Valamennyi típus fejlődése itt indul meg, azonban csak a B-limfociták érése zajlik mindvégig a csontvelőben, a korai T-limfocita-előalakok már korán a csecsemőmirigybe kerülnek át. A csontvelői érés során a B-limfociták kb. 90%-a elpusztul.
A kezdeti fejlődési stádiumú limfoblasztok morfológiája hasonló a mieloblasztokéhoz. 12–18 µm átmérőjű, kerek vagy ovális formájú sejtek, sötétkék festődésű, granulációmentes sejtplazmával, és kerek vagy ovális, laza kromatinszerkezetű, 1–2 magvacskát tartalmazó sejtmaggal. A mag a sejt térfogatának mintegy 80%-át kitölti, körülötte perinukleáris zóna látható.
A prolimfociták kisebb, 8–15 µm átmérőjű, kerek/ovális sejtek. A sejtplazma szürkéskék festődésű, és azurofil granulációt tartalmaz. A kerek/ovális sejtmag a sejttérfogat 65–70%-át teszi ki, körülötte perinukleáris zóna látható; a kromatinállomány kissé tömött szerkezetű és 1–2 magvacskát tartalmaz.
A fejlődési sor következő tagjai már a limfociták, melyeket méretük szerint kis és nagy limfocitákra oszthatunk.
A kis limfociták (B- és T-limfociták) 5–10 µm átmérőjű, kerek/ovális sejtek, világoskék színűre festődő, finom szemcsés azurofil granulációt tartalmazó, vékony plazmával. A kerek/ovális alakú sejtmag a sejttérfogat 80%-át kitölti, körülötte perinukleáris zóna látható; a kromatinállomány tömött, sötét festődésű, s elfedi a magvacskát.
A T- és B-limfociták a másodlagos nyirokszervekben tovább érnek, s antigén hatására képesek aktiválódni, immunoblasztokká alakulni (blasztos transzformáció), s így még 10–15 alkalommal osztódni. Az immunoblasztok mérete megnövekedik, ezért gyakran hibásan limfoblasztoknak nevezik őket. Egyéb elnevezéseik a középnagy és nagy limfociták. Az osztódás révén felhalmozódnak azok a klónok, melyek a megfelelő antigénre (pl. egy kórokozó fehérjéire) érzékenyek.
A B-limfociták legérettebb alakja az antitesttermelő plazmasejt, mely a csontvelői sejtek 0,4–3%-át teszi ki. Átmérője 10–20 µm, alakja kerek vagy ovális. Sejtplazmája a nagy mennyiségű durva felszínű endoplazmatikus retikulumtól sötétkék, bazofil festődésű; granulációt nem, de homogén vakuolumokat/ciszternákat tartalmazhat – ezek az endoplazmás retikulumokban felhalmozódó immunglobulinoknak felelnek meg. A sejtmag excentrikus helyzetű, a sejttérfogat 40%-át teszi ki, perinukleáris zóna nem látható. A mag kerek alakú, durva, sötét festődésű kromatinszerkezettel, melynek elrendeződése jellegzetesen kerékküllőszerű. Magvacska nem látható.
A nagy limfociták (főként NK-sejtek, természetes ölősejtek) 9–15 µm átmérőjű, kerek/ovális sejtek, azurofil granulumokat tartalmazó, világoskék sejtplazmával. A mag/plazma arány 70% körüli. A kerek vagy vese alakú sejtmag körül perinukleáris zóna látszik, a kromatinállomány laza, világos festődésű, s magvacska nem ismerhető fel.

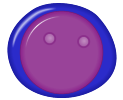
Limfoblaszt
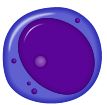
Prolimfocita
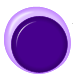
Kis limfocita (B- vagy T-limfocita)
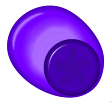
Plazmasejt
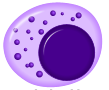
Nagy limfocita (NK-sejt)